# 德羅茲德水庫
德羅茲德水庫是白俄羅斯的人工水庫，位於首都明斯克以北，始建於1982年，長1.5公里、寬1.4公里，面積0.87平方公里，平均水深2.4米，最大水深7.5米。